# ییریکوو
ییریکوو (به چکی: Jiříkov) یک منطقهٔ مسکونی و شهرستان دارای شهرک سابقاً روستا در جمهوری چک است که در ناحیه دیتشین واقع شده‌است. ییریکوو ۴٬۰۹۶ نفر جمعیت دارد.

## خواهرخوانده
شهر ابرسباخ نویگرسدورف خواهرخواندهٔ ییریکوو هست.